# Pierre Patel
Pour les articles homonymes, voir Patel.
Pierre Patel, né à Chauny en 1604 et mort à Paris en 1676, est un peintre français.

## Biographie
Il fut considéré comme l'un des paysagistes les plus doués de sa génération[réf. nécessaire] et participa à d'importants chantiers, dont celui du « Cabinet de l'Amour » à l'Hôtel Lambert (Paris), aux côtés de Simon Vouet et Eustache Le Sueur. Son fils et élève Pierre-Antoine Patel fut un peintre de ruines réputé.

## Œuvre
Très influencé par le paysage classique du peintre Le Lorrain, il va cependant développer une peinture de ruines aux coloris pastels et à la composition toujours lisible car destinée avant tout à la décoration. Il sut faire preuve de variété malgré l'homogénéité de sa production.
- Paysage montagneux avec des ruines et des bergers, vers 1635, huile sur toile,  53,2 x 64,7 Amiens, Musée de Picardie ;
- Orléans, musée des Beaux-Arts:
  - Paysage avec des ruines sur la gauche, 1655, huile sur toile, 34 x 54 cm[1];
  - Paysage avec des ruines sur la droite, 1655, huile sur bois, 34 x 53 cm[2];
  - Temple en ruine avec personnages, huile sur toile (disparu durant la Seconde Guerre mondiale)[3].

Les œuvres du « Cabinet de l'Amour » furent acquises par Louis XVI et sont aujourd'hui exposées au Louvre ;
- Paysage de ruines avec la chute d'Antiochus, vers 1640-1645, huile sur toile,      93,5 x 140,5 cm, Amiens, Musée de Picardie ;
- Paysage composé avec ruines antiques, 1646-1647 pour l'hôtel Lambert, 173 × 150 cm, Musée du Louvre[4]
- Paysage avec ruines et pasteur, vers 1652, 53 × 83 cm, Musée du Louvre[5]
- Vue du château et des jardins de Versailles, 1668